# Takahara Motoki
Motoki Takahara (sinh ngày 28 tháng 5 năm 1993) là một cầu thủ bóng đá người Nhật Bản.

## Sự nghiệp câu lạc bộ
Motoki Takahara đã từng chơi cho Nagoya Grampus.